# Turčinovići
Turčinovići su naseljeno mjesto u gradu Širokom Brijegu, Federacija Bosne i Hercegovine, BiH.

## Stanovništvo

### Popisi 1971. – 1991.
| Turčinovići        |               |             |               |
| godina popisa      | 1991.         | 1981.       | 1971.         |
| Hrvati             | 685 (99,13 %) | 715 (100 %) | 790 (99,87 %) |
| Srbi               | 0             | 0           | 0             |
| Muslimani          | 0             | 0           | 0             |
| Jugoslaveni        | 0             | 0           | 1 (0,12 %)    |
| ostali i nepoznato | 6 (0,86 %)    | 0           | 0             |
| ukupno             | 691           | 715         | 791           |

### Popis 2013.
| Turčinovići        |             |
| godina popisa      | 2013.       |
| Hrvati             | 669 (100 %) |
| Srbi               | 0           |
| Bošnjaci           | 0           |
| ostali i nepoznato | 0           |
| ukupno             | 669         |

## Poznate osobe
- fra Jakov Bubalo, franjevac i pisac
- fra Janko Bubalo], franjevac, pisac i pjesnik
- Marija Ancila Bubalo, redovnica i pjesnikinja
- Stanko Bubalo, nogometaš, poznat i pod nadimkom "Ronaldo iz Turčinovića"[3]
- Smiljan Dragan Kožul, franjevac, doktor crkvenih pravnih znanosti, egzorcist